# پنج اصل معماری لو کوربوزیه

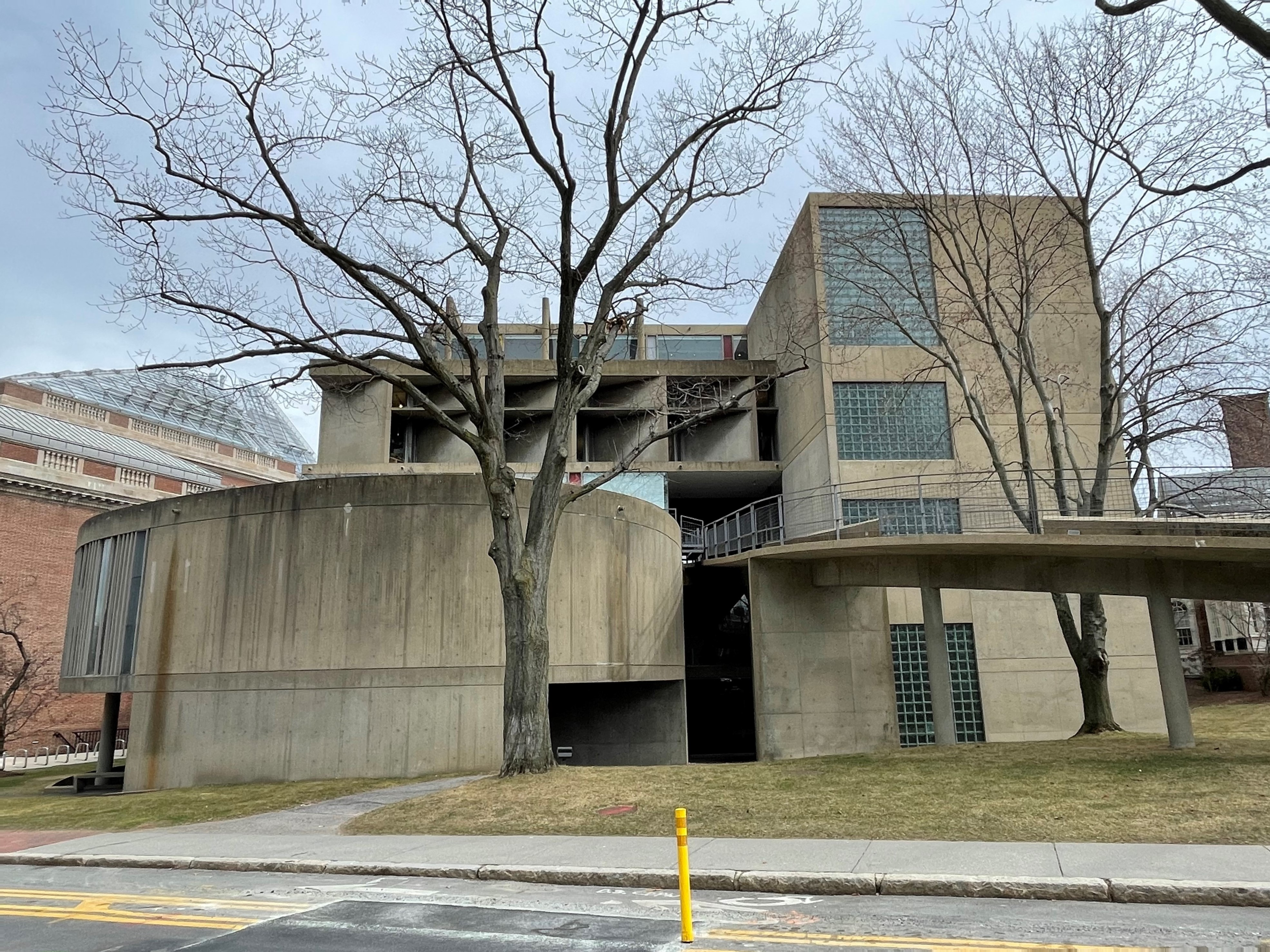
پنج اصل معماری لو کوربوزیه

پنج اصل معماری لو کوربوزیه بیانیه‌ای معماری است که توسط معمار لو کوربوزیه صادر شده‌است. این نویسنده در مجلهٔ L'Esprit Nouveau و کتابش در مورد معماری Vers une این اصول را بیان کرده‌است.

## پنج اصل معماری
در اوایل کار خود، لو کوربوزیه مجموعه ای از اصول معماری را توسعه داد که تکنیک او را دیکته می‌کرد، که او آن را «پنج اصل از یک معماری جدید» نامید (فرانسوی: cinqoints de l'architecture moderne). آنها در ویلا ساووی مشهودترین آنها قلمداد می‌شوند. پنج نکته عبارتند از:
- پیلوتی - تعویض دیواره‌های تکیه گاهی توسط یک شبکه از ستون‌های بتونی مسلح که بار سازه را تحمل می‌کند، اساس زیبایی‌شناسی جدید است.
- طراحی آزاد نقشه همکف - عدم وجود دیوارهای باربر - یعنی خانه برای استفاده داخلی اش آزاد است.
- طراحی آزاد نما - جدا کردن نمای بیرونی ساختمان از عملکرد ساختاری آن - این نما را از محدودیت‌های ساختاری عاری می‌کند.
- پنجره افقی که نما را در تمام طول آن قطع می‌کند، اتاق‌ها را هم اندازه روشن می‌کند.
- بام باغ در پشت بام مسطح می‌توانند ضمن داشتن محافظت اساسی در پشت بام بتونی، به یک فضای خانگی تبدیل شوند.[۳]